# Степково (Московская область)
Степково — деревня в Сергиево-Посадском районе Московской области России, входит в состав городского поселения Скоропусковский.

## Население
| 1859 | 1890 | 1899 | 1926 | 2002 | 2006 | 2010 | 2012 | 2013 |
| ---- | ---- | ---- | ---- | ---- | ---- | ---- | ---- | ---- |
| 45   | ↗59  | →59  | ↗118 | ↘11  | ↘10  | ↗14  | ↗17  | ↗19  |
| 2014 | 2015 | 2016 | 2017 | 2018 | 2019 |      |      |      |
| ↗21  | ↘18  | ↗19  | ↗22  | →22  | →22  |      |      |      |

## География
Деревня Степково расположена на севере Московской области, в южной части Сергиево-Посадского района, примерно в 59 км к северу от Московской кольцевой автодороги и 7 км к северу от станции Сергиев Посад Ярославского направления Московской железной дороги.
В 7 км восточнее деревни проходит Ярославское шоссе М8, в 1 км к северу — Московское большое кольцо А108, менее, чем в 1 км к югу, — пути Большого кольца Московской железной дороги. Ближайшие населённые пункты — рабочий посёлок Скоропусковский и деревня Наугольное, ближайшая железнодорожная станция — Наугольный.

## История
Степково упоминается в писцовой книге 1573 года как Степанова, а Степково тож.
В «Списке населённых мест» 1862 года — казённая деревня 1-го стана Дмитровского уезда Московской губернии по правую сторону Дмитровского тракта (из Сергиевского посада в город Дмитров), в 44 верстах от уездного города и 5 верстах от становой квартиры, при прудах, с 9 дворами и 45 жителями (23 мужчины, 22 женщины).
По данным на 1890 год — деревня Морозовской волости 1-го стана Дмитровского уезда с 59 жителями.
В 1913 году — 17 дворов.
По материалам Всесоюзной переписи населения 1926 года — деревня Деулинского сельсовета Сергиевской волости Сергиевского уезда в 1,1 км от Ярославского шоссе и 5,3 км от станции Сергиево Северной железной дороги, проживало 118 жителей (52 мужчины, 66 женщин), насчитывалось 22 крестьянских хозяйства.
С 1929 года — населённый пункт Московской области в составе:
- Наугольновского сельсовета Сергиевского района (1929—1930)[22],
- Наугольновского сельсовета Загорского района (1930—1963, 1965—1991)[23][24][25],
- Наугольновского сельсовета Мытищинского укрупнённого сельского района (1963—1965)[24],
- Наугольновского сельсовета Сергиево-Посадского района (1991—1994)[25],
- Наугольновского сельского округа Сергиево-Посадского района (1994—2006)[26],
- городского поселения Скоропусковский Сергиево-Посадского района (2006 — н. в.)[27][28].